# Нелегино (Пеновский район)
Нелегино — деревня в Пеновском районе Тверской области.

## География
Находится в западной части Тверской области на расстоянии приблизительно 36 км на запад-северо-запад по прямой от железнодорожной станции Пено на южном берегу озера Витьбино.

## История
В 1859 году здесь (скотный двор Нелединское Осташковского уезда) был учтен 1 двор, в 1939 — 7. До 2020 года входила в Ворошиловское сельское поселение Пеновского района до их упразднения.

## Население
Численность населения: 5 человек (1859 год), 20 (русские 60 %, чеченцы 40 %) 2002 году, 16 в 2010.